# Drache (Wappentier)

Wappen von Ennetmoos, Schweiz. In Schwarz ein rotbewehrter goldener Drache

Das Fabeltier Drache ist ein Wappentier in der Heraldik.

## Darstellung

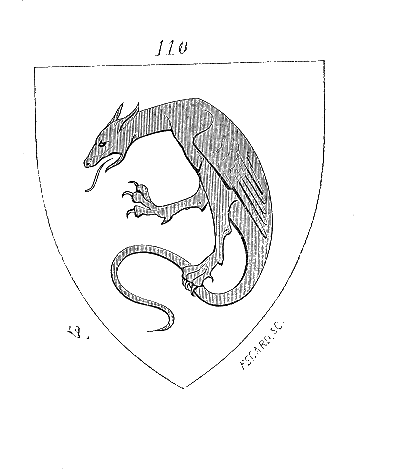
Le Dragon, altertümliche Darstellung: wolfsartiger Kopf bezüngt mit Ohren, adlerartige Schwingen und Klauen, Erstere angelegt (Viollet-Le-Duc, um 1860)

Der Drache ist eine gemeine Figur. Seine Darstellung erfolgt durch einen spitzen großen Kopf an einem reptilartigen Körper, der häufig grün tingiert ist. Andere Farben sind möglich, aber Schwarz ist die zweite dominierende Farbe.
Die Darstellung des Drachen ist vielfältig und folgt lokalen Traditionen: Er ist meist feuerspeiend aus den Nüstern und hat stachelförmige Flügel, welche dünnhäutig (fledermausartig) sind. Alle Bewehrungen, also Zunge, Krallen, Kamm, und oft die Flügel werden meist in einer abstechenden Tinktur zum übrigen Körper gezeigt.
Der Drache mit wurmförmigem Hinterleib, in der englischen Heraldik auch Wyvern genannt, wird in vielen Darstellungen als Lindwurm bezeichnet. Die Unterschiede sind aber für den Heraldiker eindeutig – trotz ähnlicher Darstellung, die vorkommt, ist wie immer in der Heraldik entscheidend, ob das Fabeltier als ‚Drache‘ oder ‚Lindwurm‘ blasoniert (in Worten beschrieben) ist, nicht, wie es ein Heraldiker dann dargestellt hat. Auch die Abgrenzung zum Panther, einem adlerklauigen Löwen mit oft drachenähnlichem Kopf, sind klar. Ebenso eigenständig gilt die Hydra, der neunköpfige Drache.

## Geschichte und Verwendung
Sein Einzug in die Heraldik wird den Kreuzfahrern zugeschrieben. In der Wappenkunde wird er meist nur einköpfig verwendet. In der Mythologie ist er im Westen in der Regel ein-, im Osten in der Regel mehrköpfig dargestellt, wie es in China, dem vermutlichen Ursprungsland, üblich ist. In Ostasien ist er ein Glücksbringer. Im Conrad Grünebergs Wappenbuch von 1483 ist ein Fantasiewappen des Erst Kaisser Jullius abgebildet.
Das Wappentier war auch Namensgeber für den ungarischen Drachenorden. Dieser wurde 1418 als Ritterorden gestiftet.
Im asiatischen Raum hat der Drache unter dem Namen asiatischer oder chinesischer Drache seinen Platz auf Wappen und Flaggen gefunden. Hier wird er immer komplett dargestellt.

## Varianten des Drachen

### Stellungen

Beesel – mit roter Zunge und Klauen
Wales (Flagge) – schreitend, vierfüßig
Trutnov – liegend
Bhutan (Flagge) – rückwärts schwebend
FC Metz – rückwärts blickend
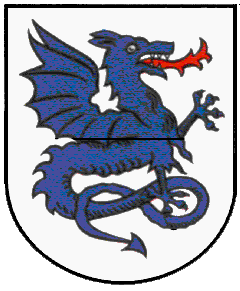
Gerolzahn – linksgewendet und feuerspeiend
Bad Goisern – gewaffnet und widersehend
Roetgen – schräglinks geneigt und von goldener Kreuzlanze durchbohrt
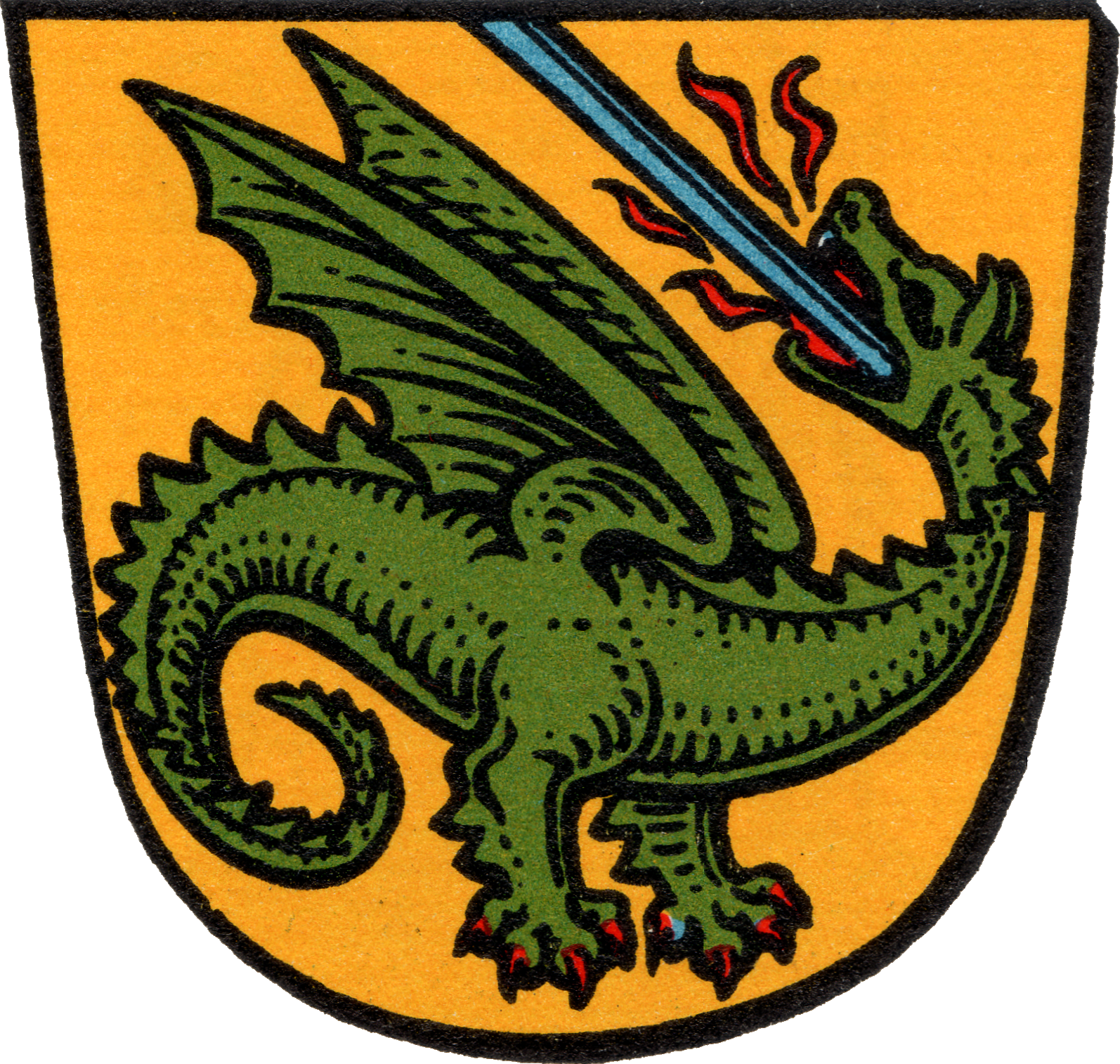
Lanze auch in Stephanshausen
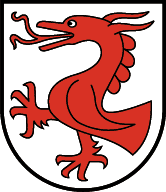
Sistrans bei Innsbruck – halb
Wachtberg – mit überschlagenem Schwanz

### Abgewandelte Darstellungen

Samtgemeinde Artland – Zwei Drachen in verwechselten Farben
Blaibach – mit Stachelschwanz und goldenem Klöpfel
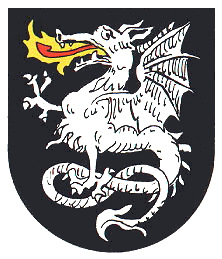
Brehmen – Drache stößt goldenes Feuer aus
Schillingen – mit Drachenschwanzrossen
Skiptvet NO – Lindwurm mit Stachelschwanz
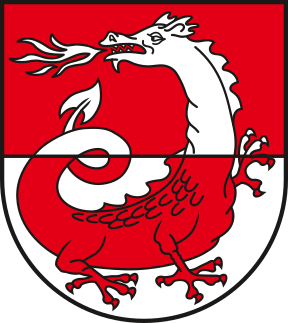
Wormsdorf – mit verschlungenem Schwanz in verwechselten Farben
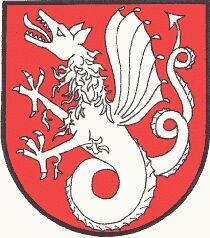
Wörth an der Lafnitz AT – Wolfsdrache
Ennetmoos CH – der schlangenleibige Drache (Wyvern)
Tarascon FR – sechsbeiniger Drache
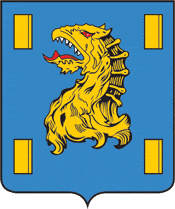
Kyakhta RU – Drachenkopf mit Fischkamm
Kozje (Drachenburg) SI – Drache mit langem Schwanz um einen Turm gewunden
Bhutan – typischer asiatischer Drache, gebartet, gehörnt, gefiedert, geschuppt

In Auerbach (Landkreis Deggendorf) schwebt der bewaffnete Drache über einem Dreiberg.
Im Landkreis Osnabrück gibt es verschiedentlich Wappen mit dem Artländer Drachen.
Hinzuweisen ist auch auf das Wappen derer von Kesselstatt.

### Georg mit dem Drachen
In vielen Wappenfeldern ist er im Kampf mit dem heiligen Georg dargestellt. Der Drache ist sein Attribut. In den allermeisten Fällen befindet sich der heilige Georg auf einem Pferd und durchbohrt den Drachen mit der Lanze.

Georgien (großes Staatswappen)
Moskau
Hattingen/Ruhr[3]
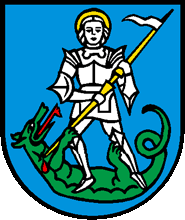
Brontallo – St. Georg abgesessen

in Miel – hier hat Georg das Kirchenpatrozinium
Werschau – Georg ist ebenfalls Kirchpatron
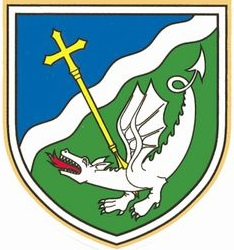
Zöbern – nur Drache ohne Georg

Siehe auch: 
- Georg (Heraldik)
- Georg (Heiliger)#Heraldik

### Michael und der Drache
Der Kampf des Erzengels Michael mit dem Satan ist meist wie in der Offenbarung des Johannes als Streit gegen einen Drachen dargestellt.
Der Unterschied zum Drachentöter Georg in der Heraldik ist leicht erkennbar: Michael hat immer ausgebreitete Flügel. Er trägt meist eine leichte Rüstung und ist zu Fuß abgebildet. Seine Waffe ist das Flammenschwert, aber auch  eine Lanze, alternativ ein Kreuz. Oft steht St. Michael auf dem Drachen, nachdem er ihn niedergeworfen hat. Als Michaels zweites Attribut kommt die Waage vor, dies bezieht sich auf seine Funktion als Psychopompos (Seelengeleiter) zum Jüngsten Gericht.

Aizarnazabal, ES
Dolsk, PL – mit Lanze
Pári, HUN – mit Lanze
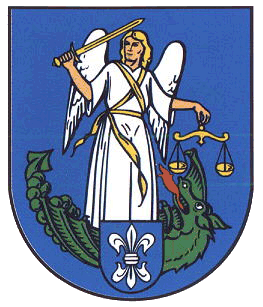
Buttstädt – mit Schwert und Waage
Forchtenberg – mit dem Kreuzspeer
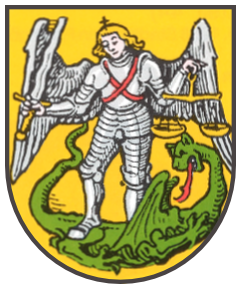
Ludwigshafen-Maudach – mit Flammenschwert und Waage
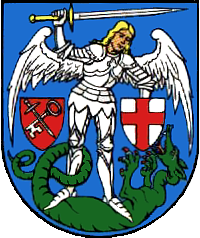
Zeitz mit Schwert

### Römischer Kriegerund der Drache
Das Wappen von Rambin auf Rügen zeigt einen namenlosen Römischen Krieger, der mit dem Drachen kämpft und im Wappenschild einen Äskulapstab.

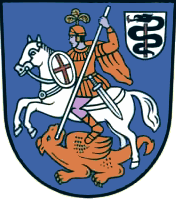

### Margareta mit dem Wurm
„Barbara mit dem Turm, Margareta mit dem Wurm, Katharina mit dem Radl – das sind die heiligen drei Madl“

Die Margareta von Antiochia überwindet den Drachen, er ist ihr Heiligenattribut, sie steht auf oder schwebt über ihm, oft in Wolken. Sie hält meist ein langstielig-lanzenartiges Kreuz, wie Michael, zweites Attribut ist das Buch, oder die Feder, mit der sie dem Satan widerstanden hat.

Vehmaa, FI – mit Kreuz und Buch
Nowy Sącz, PL – mit Feder und Kreuzspeer
Margareta ist Ortsheilige von Rötz, DE-BY – mit Märtyrerpalme, Kreuz und flammenbezungtem Drachen
Sankt Margarethen, DE-SH – an der Spaltung wachsend, mit Schwert
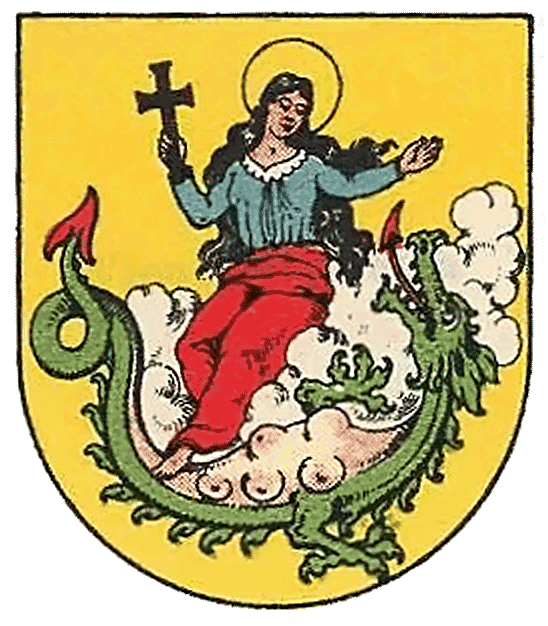
Wien–Margareten, AT – über dem Drachen schwebend
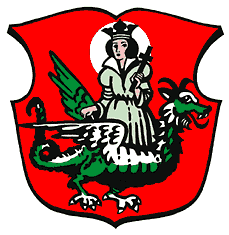
Marchegg, AT – mit Kreuz
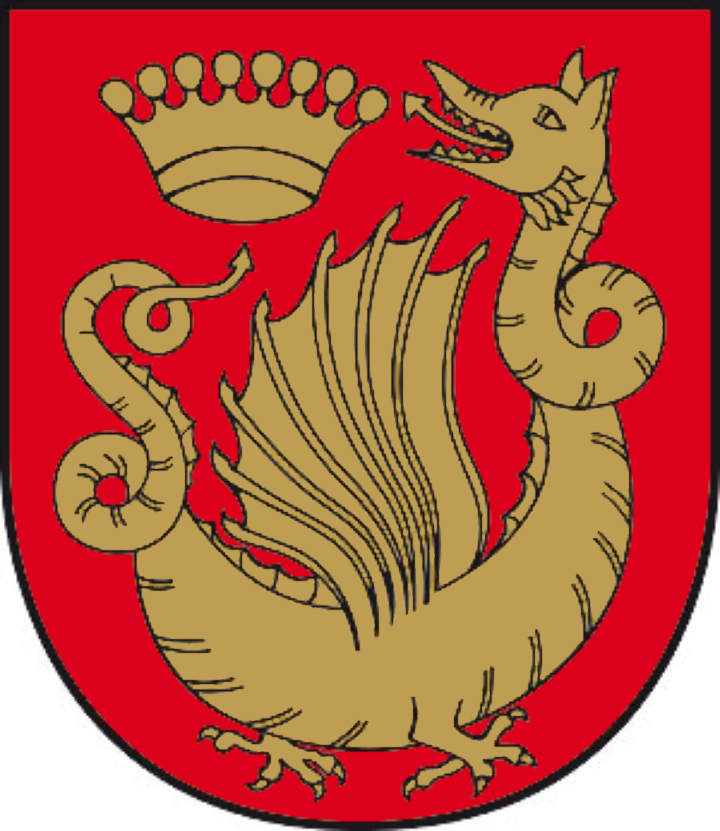
St. Margarethen an der Raab AT, mit widersehendem Drachen

### In der Wappenzier

London – zwei Schildhalter
Kesselstatt – (halber) Drache als Helmzier
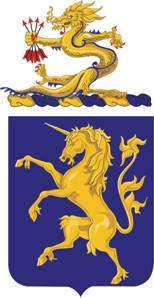
United States 6th Cavalry Regiment – chinesischer Drache im Oberwappen, auf einem Gebinde aufsteigend

### Drachenkopf
Beliebt ist auch die Darstellung nur des Kopfes. Standardgemäß ist er aufrecht rechtsblickend, andere Stellungen werden blasoniert.

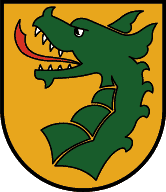
Gaimberg
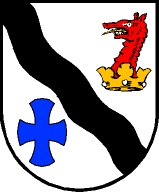
Schwarzach im Pongau – aus der Krone wachsend (1)

Häufig auch die Verwendung als Helmzier, allfällig zu einem im Wappen gegebenen vollständigen Drachen:

Aragon (13.–15. Jh.) – geflügelt, aus der Krone wachsend

### Drachenflug

Wappen von Kastl/Oberpfalz

Ein seltenes Bild im Wappen ist die Darstellung eines Drachenfluges. Hierbei handelt es sich um die Drachenflügel als selbständiges Wappenbild.